# التخلي عن المنصب (فلم)
التخلي عن المنصب (بالفرنسية: Abandon de poste) هو فيلم مغربي قصير صدرَ عام 2010 من إخراجِ محمد بوهاري. يحكي الفيلمُ قصّة مبارزةٍ صامتةٍ بين حارس أمن أسود ورجل أبيض عجوز يملك معرضًا فنيًا.

## الجوائز
عُرض الفيلم في المهرجان السينمائي المحلّي الذي أُقيم في بيزنسون بفرنسا عام 2010، كما عُرض في مدينة ميلانو بإيطاليا عام 2011.